# Kopenske sile Vojske stražarjev islamske revolucije
Kopenske sile Vojske stražarjev islamske revolucije je kopenska vojska, ki je paralelna regularni iranski kopenski vojski. Poleg konvencionalnih nalog ima tudi nalogo zagotavljanja notranjega javnega redu in miru.
Trenutno ima okoli 100.000 pripadnikov.